# Las trampas del azar
Las trampas del azar es una obra de teatro escrita por Antonio Buero Vallejo y estrenada en el Teatro Juan Bravo de Segovia el 23 de septiembre de 1994.

## Sinopsis
Mediante la vida de personajes de tres generaciones (Lisardo y Adoración; Gabriel y Matilde; Gabi y Patricia), el autor muestra las fatídicas consecuencias que puede jugar la suerte en la vida de las personas, y los errores que puede provocar en el comportamiento humano. Errores que, además, se repiten generación tras generación.

## Estreno
- Dirección: Joaquín Vida.
- Intérpretes: Carlos Ballesteros (Lisardo y Gabriel maduro), Encarna Paso (Adoración y Matilde madura), Silvia Espigado (Matilde joven y Patricia), Juan Carlos Rubio (Gabriel joven y Gabi), Teófilo Calle, José Caride.